# HMS Belfast (C35)
HMS Belfast (C35) byl lehký křižník podtřídy Edinburgh třídy Town britského válečného námořnictva – Royal Navy. Byl nejtěžším britským lehkým křižníkem, který se zapojil do bojů druhé světové války. V současné době je zakotven na řece Temži poblíž Tower Bridge a slouží jako muzeum. Toto muzeum, jako poslední velký válečný křižník, spravuje Imperial War Museum.

## Služba
Loď byla spuštěna na vodu 17. března 1938 (na den svatého Patrika) a do služby vstoupila 5. srpna 1939. Krátce po zahájení války byla poškozena minou, která poškodila její trup a zranila několik členů posádky. Tento incident vyřadil křižník z provozu na tři roky. Mezi její nejznámější akce patří účast v bitvě u Severního mysu, kde byl potopen německý bitevní křižník Scharnhorst a dělostřelecká podpora vylodění v Normandii. Křižník byl také použit při podpoře sil OSN v době korejské války.
Loď byla vyřazena z provozu 24. srpna 1963 a roku 1971 byla zakoupena pro Imperial War Museum za 1 £. Byla odvlečena do nového kotviště v Symon's Wharf na řece Temži a 21. října téhož roku u příležitosti oslav bitvy u Trafalgaru zpřístupněna veřejnosti a dnes slouží jako muzeum.

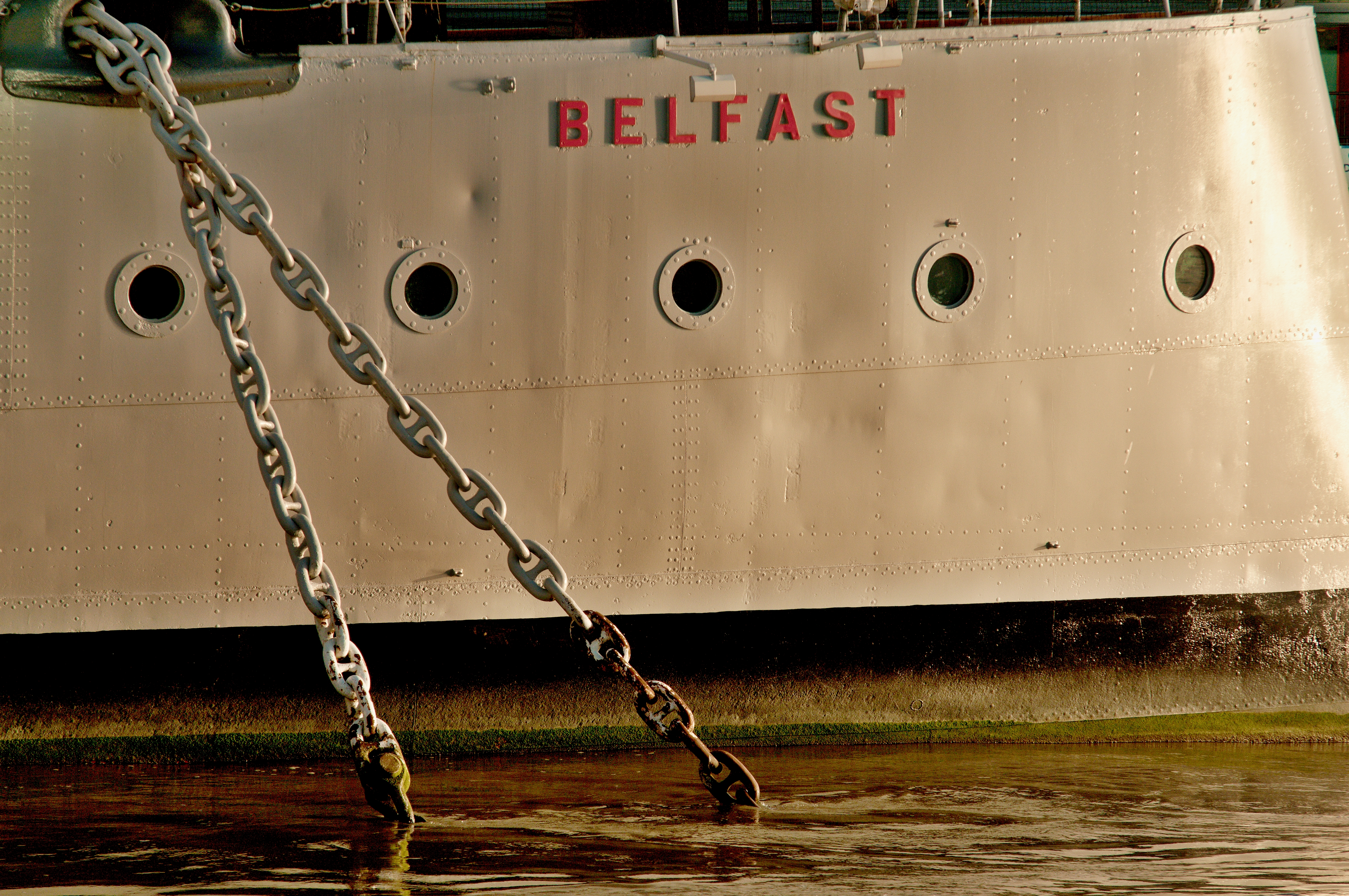
HMS Belfast kotvící v Londýně a sloužící jako muzeum

## Popis a základní technická data
Pohon křižníku zajišťovaly čtyři sestavy přetlakových kondenzačních parních turbín (tzv. turbína Parsonsova), každá o jmenovitém výkonu 14,9 MW (20 000 hp) při otáčkách vrtulí 300 ot/min, které byly vyrobeny v Belfastu loděnicí Harland & Wolff. Každá turbína sestávala z vysokotlaké a nízkotlaké části, které přes reduktory poháněly čtveřici lodních vrtulí (každá sestava turbín poháněla jeden hřídel). Zpětný chod zajišťovaly reverzní turbíny, umístěné na společném hřídeli s nízkotlakou turbínou (jsou umístěny za výstupem do kondenzátoru). Mimo to každá sestava turbín byla pro ekonomický provoz při nižších rychlostech doplněna turbínou pro cestovní chod. Při ekonomické rychlosti 13 uzlů (při plném výtlaku), při 106 ot/min. vrtulí, činila hodinová spotřeba paliva cca 3,86 tuny.
Páru dodávaly tříbubnové vodotrubné kotle s přehřívači a předehříváním vzduchu, šlo o kotle standardizované konstrukce (Admiralty type). Maximální pracovní tlak byl 350 psi (cca 24,6 kp/cm², 2413 kPa). Kotle rovněž vyrobila firma Harland & Wolff.
Takticko-technická data:
| Výtlak standardní               | 11 550 tons (11 735 tun)                                  |
| Výtlak maximální                | 14 325 tons (14 554 tun)                                  |
| Délka celková                   | 187,006 m                                                 |
| Délka mezi svislicemi           | 176,469 m                                                 |
| Šířka                           | 20,117 m                                                  |
| Ponor (při standardním výtlaku) | 6,020 m                                                   |
| Ponor (maximální)               | 6,852 m                                                   |
| Pohon                           | parní turbíny o celkovém jmenovitém výkonu 80 000 hp      |
| Maximální rychlost              | 32 uzlů                                                   |
| Výzbroj hlavní                  | 12 děl Mk.XXIII ráže 6" (152,4 mm)                        |
| Výzbroj sekundární              | 12 dvojúčelových děl ráže 4" — 4 in QF Mk.XVI* (101,6 mm) |
| Výzbroj protiletadlová          | 16 automatických PL kanónů ráže 40 mm                     |
| Torpédová výzbroj               | dva tříhlavňové torpédomety, 21" (533 mm) torpéda Mk.IV   |
| Pancéřování                     | boky 76,2–101,6 mm, paluby 50,8–76,2 mm                   |
| Posádka                         | 881 mužů (jako vlajková loď)                              |

Technická data platí pro stav při zařazení HMS Belfast do služby.